# نیژینیو
نیژینیو (پرتغالی: Niginho; ۱۲ فوریهٔ ۱۹۱۲ – ۵ سپتامبر ۱۹۷۵) بازیکن و مربی فوتبال اهل برزیل بود.
از باشگاه‌هایی که در آن بازی کرده‌است می‌توان به باشگاه ورزشی لاتزیو، باشگاه فوتبال پالمیراس، باشگاه ورزشی کروزیرو، باشگاه فوتبال اتلتیکو مینیرو، و باشگاه ورزشی واسکو دوگاما اشاره کرد.
وی همچنین در تیم ملی فوتبال برزیل بازی کرده‌است.